# Psilopsiagon
Psilopsiagon és un gènere d'ocells de la família dels psitàcids d'Amèrica del Sud.

## Taxonomia
Segons la Classificació del Congrés Ornitològic Internacional (versió 14.2, 2024) aquest gènere està format per dues espècies:
- cotorreta muntanyenca (Psilopsiagon aurifrons).
- cotorreta encaputxada (Psilopsiagon aymara).